# تود ستاشويك
تود ستاشويك (بالإنجليزية: Todd Stashwick)‏ هو ممثل وكاتب أمريكي ولد في 16 أكتوبر 1968. شارك في فيلم كيم بوسيبل الذي عرض في 15 فبراير 2019.

## روابط خارجية
- تود ستاشويك على موقع IMDb (الإنجليزية)
- تود ستاشويك على موقع ألو سيني (الفرنسية)
- تود ستاشويك على موقع أول موفي (الإنجليزية)
- تود ستاشويك على موقع قاعدة بيانات الأفلام السويدية (السويدية)
- تود ستاشويك على موقع إن إن دي بي (الإنجليزية)
- تود ستاشويك على موقع قاعدة بيانات الفيلم (الإنجليزية)
- تود ستاشويك على موقع كينوبويسك (الروسية)